# Yalanda
Yalanda, Ijalanda o en turc İyalanda fou una ciutat esmentada a les inscripcions hitites a la frontera del territori dels Ahhiyawa (Aqueus, a la clàssica Jònia) i a l'oest de Wallarima. En concret, hi ha un escrit que diu: «si vols convertir-te en el meu vassall, només cal que quan arribi a Ijalanda, trobi almenys un dels teus soldats».
Hattusilis III a la part final del seu regnat va arribar a la ciutat quan estava liquidant la revolta de Piyama-radu, i allí va caure en una emboscada a tres llocs diferents de la rodalia, preparada per Lahurzi, germà de Piyama-radu; els atacs no van reeixir i la ciutat va comprar la retirada de Lahurzi però no va evitar la seva destrucció per Hattusilis III.